# Битва в заливе Виго
Битва в заливе Виго (исп. Batalla de Rande) — морское сражение 12 (23) октября 1702 года в заливе Виго между англо-голландскими войсками и франко-испанским флотом, происшедшее во время войны за испанское наследство.

## Предыстория
Сэр Джордж Рук был послан с большими англо-голландскими войсками чтобы захватить испанский город Кадис, но отступил после поражения 12 (23) сентября. Во время стоянки в Лагосе для пополнения запасов воды Рук узнаёт, что в заливе Виго укрылся флот, нагруженный богатствами, равных которым испанские колонии никогда до того не отправляли в метрополию — около 118 млн серебряных песо и 9 млн золотых монет (в пересчете на современные меры свыше 3400 тонн серебра и 200 тонн золота). Кроме того, галеоны везли товары из юго-восточной Азии — шелк, фарфор, жемчуг, пряности и многое другое на сумму 30 млн песо. Столь драгоценный транспорт сопровождала французская военная эскадра. 
Флотилия направлялась в Кадис — первый испанский порт, где останавливались корабли из Америки. Но на подходе к нему командовавший французами адмирал Шато-Рено узнал, что Кадис блокирован англо-голландским флотом, и предложил своему испанскому коллеге Мануэлю де Веласко направиться к берегам Галисии, чтобы укрыться в удобном для такого случая заливе Виго. 22 сентября они достигли намеченной точки. Де Веласко ждал распоряжений из Мадрида и не решался разгружать суда, равно как и покидать Виго. Несмотря на то, что лишь 8 (19) октября он отправил в испанскую столицу первую партию груза (примерно 12 млн монет), к прибытию англо-голландской эскадры практически все серебро и золото было сгружено и отправлено во внутренние районы страны. С прибытием Рука франко-испанский флот оказался блокированным в заливе.

## Бой
4000 английских солдат пошли на штурм двух фортов, стоявших по берегам наиболее узкой части залива, а корабли Рука атаковали лучше вооруженные, но менее маневренные французские суда. Бой длился более суток и закончился разгромом французской эскадры. Шато-Рено с несколькими кораблями удалось вырваться из залива. Мануэль де Веласко, предвидя исход сражения, отдал приказ затопить все галеоны. 
Но храбрецы Джорджа Рука все же успели захватить пятерых «испанцев». Один из них — самый крупный, с большей частью драгоценной добычи — британский адмирал, не мешкая, отправил в Англию. На выходе из залива галеон напоролся на риф и затонул. Тем не менее несколько десятков тонн уцелевших золота и серебра вкупе с ценными товарами стали достаточным свидетельством блестящей победы, не столько обогатившей Британию, сколько опустошившей казну её врагов.

## Итоги боя
Ещё до наступления нового года Королевский монетный двор отчеканил шиллинги и полу-гинеи с надписью VIGO на аверсе, а в 1703 году — все номиналы от шестипенсовика до кроны, а также золотые полу-гинеи, гинеи и монеты в пять гиней. Любопытно, что с добычи в бухте Виго началось пристрастие англичан к нюхательному табаку, огромная партия которого находилась на одном из захваченных судов и была распродана в Лондоне.

## Интересные факты
Жюль Верн в романе «20 000 льё под водой» делает «сокровища бухты Виго» — золотой груз испанских кораблей — главным источником денежных сумм, тратимых капитаном Немо на поддержку борьбы за справедливость в мире и другие добрые дела.